# 中黒瀬村
中黒瀬村（なかくろせむら）は、広島県賀茂郡にあった村。現在の東広島市の一部にあたる。

## 地理
- 河川：黒瀬川[1]

## 歴史
- 1889年（明治22年）4月1日、町村制の施行により、賀茂郡市飯田村、切田村、兼広村、楢原村、菅田村、上保田村、川角村、丸山村、大多田村が合併して村制施行し、中黒瀬村が発足[1][2]。
- 1895年（明治28年）黒瀬川治水工事実施[1]。
- 1905年（明治38年）大字市飯田、切田、兼広、大多田などで砂防工事（耕地整理、排水工事を含む）を実施[1]。
- 1954年（昭和29年）3月31日、賀茂郡上黒瀬村、乃美尾村、下黒瀬村と合併し、町制施行し黒瀬町を新設して廃止された[1][2]。

## 産業
- 農業

## 出身人物
- 藤田一郎（広島県多額納税者、土木建築請負業、藤田組代表） - 生家は大多田の農家である[3]。
- 藤田定市（フジタ工業会長） - 藤田一郎の弟[3]。